# Юрятино (Орехово-Зуевский район)
Юря́тино — деревня в Орехово-Зуевском муниципальном районе Московской области. Входит в состав сельского поселения Ильинское. Население — 85 чел. (2010).

## Расположение
Деревня Юрятино расположена в юго-западной части Орехово-Зуевского района, примерно в 34 км к югу от города Орехово-Зуево. По северной окраине деревни протекает река Шувойка, по западной — Гуслица. Высота над уровнем моря 123 м.

## Название
Название связано либо с некалендарным личным именем Юрята, либо с фонетическим вариантом календарного имени Георгий — Юрий (Юра). Последняя версия основывается на легенде о местном помещике, носившем это имя.

## История
В 1926 году деревня входила в Ильинский сельсовет Ильинской волости Егорьевского уезда Московской губернии.
До 2006 года Юрятино входило в состав Ильинского сельского округа Орехово-Зуевского района.

## Население
В 1926 году в деревне проживало 450 человек (203 мужчины, 247 женщин), насчитывалось 98 хозяйств, из которых 97 было крестьянских. По переписи 2002 года — 92 человека (39 мужчин, 53 женщины).
| 1926 | 2002 | 2006 | 2010 |
| ---- | ---- | ---- | ---- |
| 450  | ↘92  | ↗94  | ↘85  |